# フェレッティ
フェレッティS.p.A. （フェレッティグループ)は、 イタリアの高級モーターボートやプレジャーボート、クルーザーの設計・製造・販売を行なう造船会社。
1968年にアレッサンドロ・フェレッティとノルベルト・フェッレッティによって設立された。イタリアとアメリカにて製造を行なっている。